# Getinge (företag)
Getinge AB är ett svenskt börsnoterat medicintekniskt företag, med produkter som autoklaver, hjärt-lungmaskiner och respiratorer. Företagets huvudkontor ligger i Göteborg.
Sedan 1993 har det varit listat på Stockholmsbörsen. Styrelseordförande är Getinge AB:s tidigare vd och koncernchef Johan Malmquist,. Koncernchef och vd är Mattias Perjos.
Getinge är idag uppbyggt kring två affärsområden (Infection Control och Medical Systems), båda verksamma inom medicinteknik. Antalet anställda uppgick 2013 till 14700 personer. 
Dotterbolaget Arjo AB avknoppades och delades ut till aktieägarna 2017.

## Historik
Företaget grundades 1904 i Getinge av Olander Larsson som Getinge Mekaniska Verkstad. Bolaget tillverkade då jordbruksredskap och fick stora försäljningsframgångar med vindmotorer och hästskobroddar. Olander Larsson förlorade bolaget till vd:n Rudolf Böös 1917. Efter en ekonomisk kris efter flera års nedgång under Böös ledning tog Götabanken över bolaget. År 1932 började bolaget med medicinteknik. År 1935 köpte Carl Steen bolaget.
Företaget ägdes av Electrolux 1964–1989. År 1989 köptes Getinge av Rune Andersson och Carl Bennet. År 1997 blev Carl Bennet ensam ägare[förklaring behövs].

## Verksamhet
| År   | Omsättning (MSEK) | EBITA (%) |
| ---- | ----------------- | --------- |
| 2000 | 5 254             | 14,5      |
| 2001 | 8 148             | 13,9      |
| 2002 | 8 640             | 14,1      |
| 2003 | 9 160             | 15,8      |
| 2004 | 10 889            | 16,1      |
| 2005 | 11 880            | 15,4      |
| 2006 | 13 001            | 15,5      |
| 2007 | 16 445            | 16,1      |
| 2008 | 19 272            | 17,8      |
| 2009 | 22 816            | 17,2      |
| 2013 | 25 411            | 14,9      |
| 2019 | 26 600            |           |